# Павло-Куракино
Павло-Куракино — село в Городищенском районе Пензенской области России. Административный центр Павло-Куракинского сельсовета.

## География
Село находится в восточной части Пензенской области, в лесостепной зоне, на правом берегу реки Юловки, на расстоянии примерно 6 километров (по прямой) к юго-востоку от города Городище, административного центра района. Абсолютная высота — 185 метров над уровнем моря.
Климат
Климат характеризуется как континентальный, с холодной зимой и жарким летом. Среднегодовая температура — 3,1 °C. Средняя температура воздуха самого холодного месяца (января) составляет −12,9 °C; самого тёплого месяца (июля) — 19 °C. Годовое количество атмосферных осадков — 673 мм, из которых 415 мм выпадает в период с апреля по октябрь. Снежный покров держится в среднем 146 дней.

## Население
| 1748 | 1864 | 1897  | 1911  | 1926  | 1930  | 1939  |
| ---- | ---- | ----- | ----- | ----- | ----- | ----- |
| 690  | ↘519 | ↗688  | ↗1018 | ↗1574 | ↘1358 | ↗1460 |
| 1959 | 1970 | 1979  | 1989  | 1998  | 2002  | 2010  |
| ↘865 | ↘861 | ↗1057 | ↘956  | ↗1052 | ↘918  | ↘828  |

Половой состав
По данным Всероссийской переписи населения 2010 года в гендерной структуре населения мужчины составляли 45,7 %, женщины — соответственно 54,3 %.
Национальный состав
Согласно результатам переписи 2002 года, в национальной структуре населения русские составляли 95 % из 918 чел.